# Asztalitenisz az 1996. évi nyári olimpiai játékokon
Az asztalitenisz az 1996. évi nyári olimpiai játékokon az újkori olimpiák történetében harmadszor került a hivatalos programba. A hagyományos asztalitenisz-versenyszámok közül vegyes párosban nem rendeztek versenyt, így négy versenyszámban avattak olimpiai bajnokot.

## Éremtáblázat
| Az 1996. évi nyári olimpiai játékok éremtáblázata asztaliteniszben | Az 1996. évi nyári olimpiai játékok éremtáblázata asztaliteniszben | Az 1996. évi nyári olimpiai játékok éremtáblázata asztaliteniszben | Az 1996. évi nyári olimpiai játékok éremtáblázata asztaliteniszben | Az 1996. évi nyári olimpiai játékok éremtáblázata asztaliteniszben | Olimpia  |
| ------------------------------------------------------------------ | ------------------------------------------------------------------ | ------------------------------------------------------------------ | ------------------------------------------------------------------ | ------------------------------------------------------------------ | -------- |
|                                                                    | Ország                                                             | Arany                                                              | Ezüst                                                              | Bronz                                                              | Összesen |
| 1.                                                                 | Kína (CHN)                                                         | 4                                                                  | 3                                                                  | 1                                                                  | 8        |
|                                                                    |                                                                    |                                                                    |                                                                    |                                                                    |          |
| 2.                                                                 | Tajvan (TPE)                                                       | 0                                                                  | 1                                                                  | 0                                                                  | 1        |
|                                                                    |                                                                    |                                                                    |                                                                    |                                                                    |          |
| 3.                                                                 | Dél-Korea (KOR)                                                    | 0                                                                  | 0                                                                  | 2                                                                  | 2        |
| 4.                                                                 | Németország (GER)                                                  | 0                                                                  | 0                                                                  | 1                                                                  | 1        |
|                                                                    |                                                                    |                                                                    |                                                                    |                                                                    |          |
| Összesen                                                           | Összesen                                                           | 4                                                                  | 4                                                                  | 4                                                                  | 12       |

## Érmesek

### Férfi
| Az 1996. évi nyári olimpiai játékok férfi érmesei asztaliteniszben |                                                                          |                                           |                                                                           |
| Versenyszám                                                        | Arany                                                                    | Ezüst                                     | Bronz                                                                     |
| egyes                                                              | Liu Kuo-liang (Liu Guoliang) · Kína (CHN)                                | Vang Tao (Wang Tao) · Kína (CHN)          | Jörg Roßkopf · Németország (GER)                                          |
| páros                                                              | Kína (CHN) · Liu Kuo-liang (Liu Guoliang) · Kung Ling-huj (Kong Linghui) | Kína (CHN) · Lu Lin · Vang Tao (Wang Tao) | Dél-Korea (KOR) · I Csholszung (Lee Cheol-Seung) · Ju Namgju (Yu Nam-gyu) |

### Női
| Az 1996. évi nyári olimpiai játékok női érmesei asztaliteniszben |                                                                  |                                                                |                                                                          |
| Versenyszám                                                      | Arany                                                            | Ezüst                                                          | Bronz                                                                    |
| egyes                                                            | Teng Ja-ping (Deng Yaping) · Kína (CHN)                          | Csen Csing (Chen Jing) · Tajvan (TPE)                          | Csiao Hung (Qiao Hong) · Kína (CHN)                                      |
| páros                                                            | Kína (CHN) · Teng Ja-ping (Deng Yaping) · Csiao Hung (Qiao Hong) | Kína (CHN) · Liu Vej (Liu Wei) · Csiao Jün-ping (Qiao Yunping) | Dél-Korea (KOR) · Pak Hedzsong (Park Hae-Jeong) · Ju Dzsihje (Yu Ji-Hye) |

## Magyar részvétel
Az olimpián négy asztaliteniszező – Bátorfi Csilla, Tóth Krisztina, Bátorfi Zoltán, Németh Károly – képviselte  Magyarországot. A férfiak csak egyesben, a nők egyesben és párosban egyaránt részt vettek a versenyeken.